# مالكوم تايلور
مالكوم تايلور (16 يوليو 1904 - 14 مارس 1978) (بالإنجليزية: Malcolm Taylor)‏ هو لاعب كريكت بريطاني (وحمل سابقاً جنسية المملكة المتحدة لبريطانيا العظمى وأيرلندا).

## وصلات خارجية
- مالكوم تايلور على موقع إي آس بي آن كريك إنفو (الإنجليزية)